# De Dijk (band)

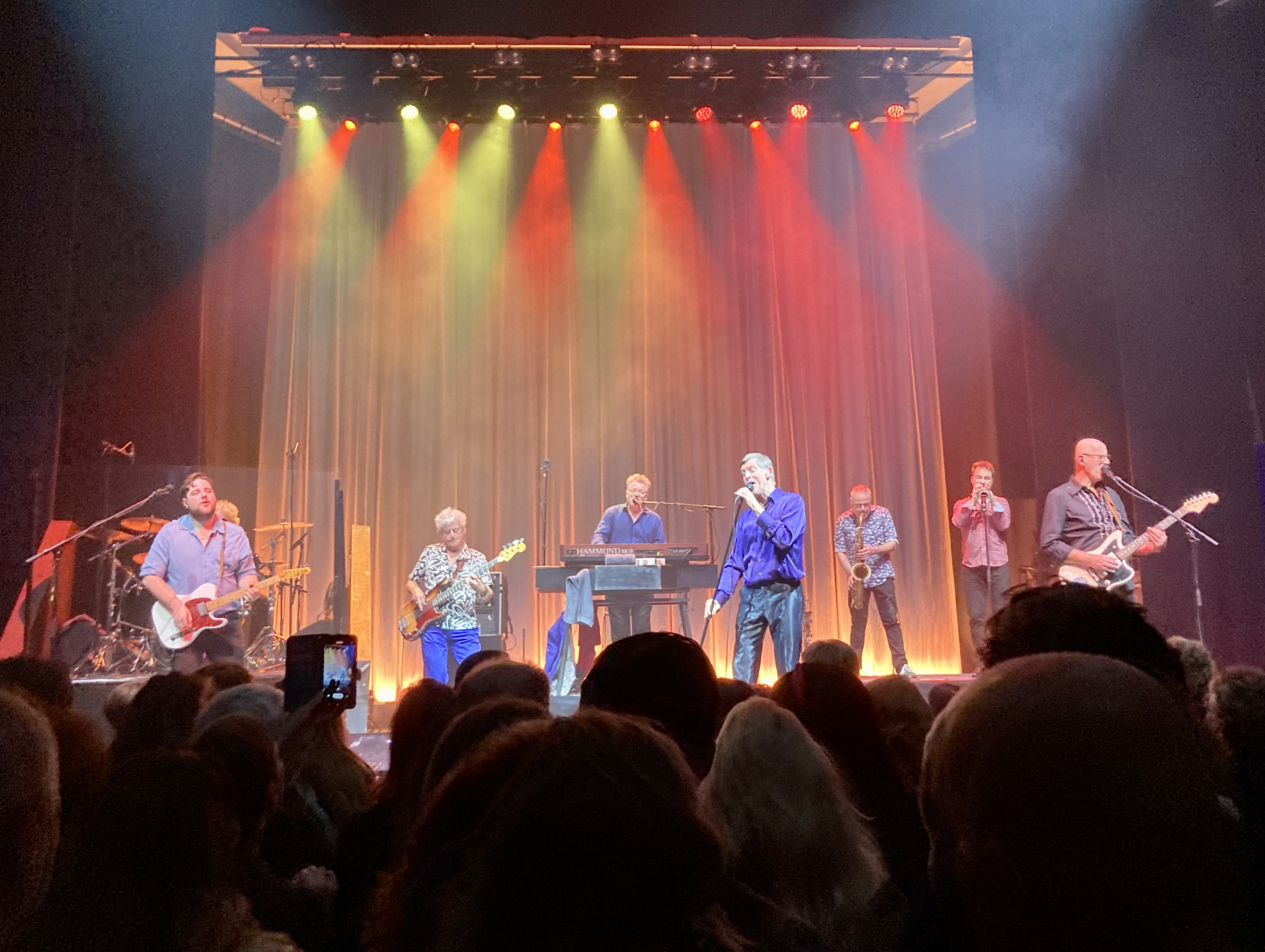
De Dijk in november 2022

De Dijk was een Nederlandse band die voornamelijk Nederlandstalige popmuziek maakte. De Amsterdamse band werd in 1981 opgericht en naar de Amsterdamse Zeedijk genoemd. Elementen uit de soul, blues en rock worden tot een eigen geluid gecombineerd. De groep bracht meer dan twintig albums uit. Op 17 december 2022 gaven ze hun laatste openbare optreden voordat ze er definitief mee stopten.

## Geschiedenis
De Dijk kwam voort uit Stampei, een in 1975 opgerichte funkgroep uit Krommeniedijk. Stampei bracht één single uit, Blij dat het morgen maandag is uit 1979. Er was weinig belangstelling voor de muziek van deze band die er na zeven jaar de stekker uit trok. In 1981 richtten oud-leden en broers Hans en Huub van der Lubbe de rock-'n-rollband Big Shot and his Rocking Guns op. Ook waren zij in hetzelfde jaar mede-oprichters van de popgroep De Dijk, samen met oud-Stampei-gitarist Nico Arzbach. Voor hun eerste optreden, op 1 oktober in hetzelfde jaar, was De Dijk de openingsact van Raymond van het Groenewoud in Paradiso. Een jaar later werd het debuutalbum De Dijk uitgebracht.
Eind 1987 ontving de band de Zilveren Harp, de prijs voor veelbelovende Nederlandse artiesten. Met de lp Niemand in de stad vestigde De Dijk zijn naam doordat er 100.000 exemplaren van werden verkocht. In 1993 werd de band bekroond met een Gouden Harp, de onderscheiding voor "grote verdiensten voor de Nederlandse lichte muziek". Hun live cd was goed voor platina. Ook de cd Blauwe Schuit deed het goed; het album haalde platina en deze mochten ze van Joe Cocker ontvangen. Op 14 februari 2005 werd aan De Dijk de Edison Oeuvreprijs toegekend.

In 2006 werd het 25-jarig bestaan gevierd met een optreden in Ahoy Rotterdam, een cd en dvd en een verrassingsoptreden in Paradiso. In 2007 nam trompettist Peter van Soest de plaats in van de vertrokken Mike Booth. In 2009 won de band de Popprijs voor 2008. In 2010 kwam het album Hold on tight uit, in samenwerking met Solomon Burke, in 2011 gevolgd door Scherp de zeis. In 2021 ontvingen zij ter ere van hun veertigjarig bestaan de Andreaspenning van de stad Amsterdam vanwege hun invloed op de Nederlandse popmuziek en hun bijdrage aan het imago van Amsterdam als culturele hoofdstad. In 2020 bracht NRC-journalist Hugo Logtenberg de biografie Achter De Dijk uit.

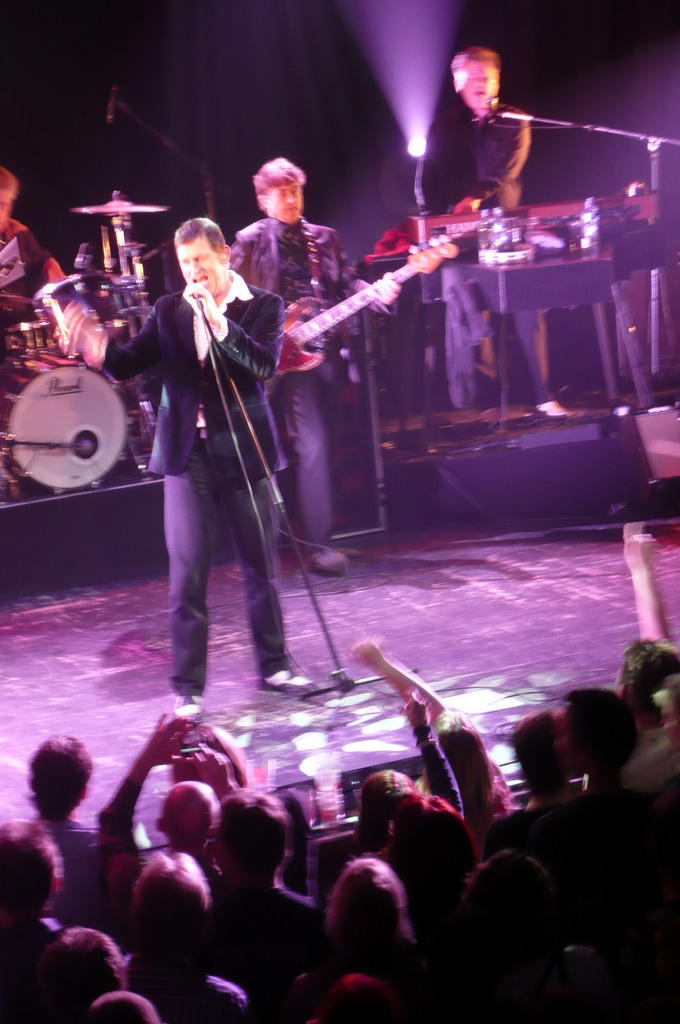
De Dijk in 2008

Eind mei 2022 lichtte Van der Lubbe de vaste crewleden in dat hij eind december dat jaar definitief ging stoppen met zijn werkzaamheden voor De Dijk. Daarop werd besloten na de laatste tournee van 2022 van verdere optredens af te zien. Een belangrijke reden voor Van der Lubbe om ermee te stoppen was dat hij al jaren last heeft van tinnitus; een andere dat hij het rustiger aan wilde gaan doen, aangezien hij al 69 jaar oud was. Ook vond hij het tijd worden om voor zichzelf te kiezen. De andere bandleden waren graag doorgegaan.
Begin 2025 werd bekend dat de leden van De Dijk tussen de oprichting van de band in 1981 en hun afscheid in 2022 veel foto's, gouden platen, prijzen en fanmail hebben verzameld. Dat hele archief is opgeslagen in het Stadsarchief Amsterdam.

## Stijl
Peter van der Ploeg van NRC omschreef de muziekstijl van de band als "een warmbloedige sound met americana en rock als basis, in het begin nog onder de invloed van punk en new wave, later veel meer vol van soul en blues."

## Leden
Vaste leden van de groep waren:
- Huub van der Lubbe (zang)
- Antonie Broek (drums)
- Nico Arzbach (gitaar)
- Hans van der Lubbe (bas)
- Pim Kops (toetsen, accordeon)
- JB Meijers (gitaar) en co-producer van 2000 tot 2014
- Jelle Broek (gitaar) vanaf 2014

met de Nieuwendijk Horns bestaande uit:
- Roland Brunt (tenorsax)
- Peter van Soest (trompet)

Van 1991 tot 2007 werd de band ondersteund door de Hot Haarlemmerdijk Horns, Roland Brunt en Mike Booth.

## Trivia
- De tekst "en ik krab wat aan mijn kont" in het nummer "Bloedend hart" werd bij een optreden voor de TROS maar ook bij de NCRV, op verzoek veranderd in "en ik krab wat aan mijn hond".[9]
- Op 8 april 1989 was de single Ik kan het niet alleen de 1000e Alarmschijf bij Veronica op Radio 3.[10]

## Discografie
- De Dijk, 1982
- Nooit meer Tarzan, 1983
- Elke dag een nieuwe hoed, 1985
- Wakker in een vreemde wereld, 1987
- Niemand in de stad, 1989
- Nooit genoeg, 1991
- Zeven levens, 1992
- De blauwe schuit, 1994
- De stand van de maan, 1997
- Zevende hemel, 2000

- Muzikanten dansen niet, 2002
- Door, 2003
- Later is nu, 2005
- Brussel, 2008
- Niemand in de stad (deluxe edition), 2009
- Hold on tight, 2010
- Scherp de zeis, 2011
- Allemansplein, 2014
- Groef, 2017
- Nu of nou, 2019